# Minnesota Timberwolves
Minnesota Timberwolves – amerykański klub koszykarski, mający siedzibę w Minneapolis w stanie Minnesota. Występuje w Dywizji Północno-zachodniej, Konferencji Zachodniej w National Basketball Association (NBA).

## Historia
Drużynę Timberwolves założono w 1987, dwadzieścia siedem lat po odejściu z miasta do Los Angeles drużyny Lakers. Zespół zadebiutował w NBA w sezonie 1989-1990. Nazwa została wybrana w konkursie, a oznacza „wilki leśne”, których populacja w stanie Minnesota jest najwyższa na terenie USA.
Mimo rekordowej frekwencji na trybunach, drużyna osiągała słabe wyniki. Najlepszy bilans jaki osiągnęli w sezonie zasadniczym, to 29-53. Słabych występów nie byli w stanie zmienić nawet, wybierani z wysokimi numerami w drafcie, Christian Laettner i Isaiah Rider. Ten ostatni zdołał tylko wygrać w 1994 konkurs wsadów. W tym samym roku zmienił się właściciel, którym został biznesmen Glen Taylor. Pierwszym jego posunięciem było zatrudnienie na stanowisku generalnego menedżera byłego wybitnego koszykarza Kevina McHale’a. McHale od razu wykonał kilka dobrych posunięć, zaangażował na trenera Flipa Saundersa, wybrał w drafcie 1995 młodziutkiego Kevina Garnetta, pozyskał z Golden State Warriors skrzydłowego Toma Gugliottę. W następnym roku doszedł jeszcze jeden świetny zawodnik, wymieniony za wybranego w drafcie Raya Allena, Stephon Marbury. Młoda drużyna dobrze się rozumiała, a efektem był wynik sezonu 1996-1997 – 40-42 i pierwszy w historii występ w play-offach, a także debiut Garnetta i Gugliotty w Meczu Gwiazd. W następnym sezonie było jeszcze lepiej – 45-37 i drugi awans do fazy pucharowej. Niestety, obydwa razy występy kończyły się na pierwszej rundzie.
W następnym sezonie nie grał już Tom Gugliotta, skonfliktowany z przyczyn finansowych ze Stephonem Marbury, a drużyna znów skończyła na pierwszej rundzie play-off. Po roku odszedł także Marbury, a zespół pozyskał rozgrywającego Terrella Brandona oraz z draftu solidnego gracza, Wally Szczerbiaka. Ten skład przyniósł rekordowy bilans 50-32, ale kolejną przegraną w fazie pucharowej. W 2001 zespół i menedżer McHale zostali surowo ukarani za nieprzepisowe podpisanie kontraktu z Joe Smithem. Mimo to, w następnych dwóch sezonach zespół znów znakomicie grał w sezonach zasadniczych, osiągając 47-35 i znów 50-32. Pech jednak nie opuszczał Wolves w play-offach. Sukcesem były za to występy w All-Star Game Garnetta i Szczerbiaka.
Przełom przyniósł dopiero sezon 2003-2004, kiedy to zatrudniono nowych graczy, Latrella Sprewella i Sama Cassella. Mocny skład zaowocował najlepszym bilansem na Zachodzie – 58-24, życiowym sukcesem Kevina Garnetta, który został wybrany MVP sezonu zasadniczego i, nareszcie, sukcesami w fazie play-off, kiedy to zespół dotarł do finału konferencji, przegrywając dopiero tam z Los Angeles Lakers.
W 2004 odszedł trener Flip Saunders, a poziom gry Wolves wyraźnie spadł. Liczne zmiany kadrowe (np. sprzedanie Sama Cassella i Wally Szczerbiaka) przynosiły raczej negatywne efekty, czego skutkiem było niekwalifikowanie się drużyny do play-offów przez trzy kolejne lata. W końcu, latem 2007 zespół opuściła jego największa gwiazda, Kevin Garnett, który przeniósł się do budujących potęgę Boston Celtics. W zamian zespół otrzymał pięciu innych graczy, dwa wybory w drafcie oraz sumę pieniędzy. Była to największa taka wymiana za jednego zawodnika w dziejach ligi, jednak opłaciło się to Celtom, gdyż w następnym sezonie bezapelacyjnie wygrali mistrzostwo NBA, zaś Timberwolves z najmłodszym składem w lidze skończyli sezon ze słabym wynikiem 22-60. Pod koniec 2008 z funkcji trenera zmuszony został odejść Randy Wittman, którego zastąpił generalny menedżer Kevin McHale. W 2009 nowym generalnym menedżerem został David Kahn, który zwolnił McHale’a i zatrudnił dotychczasowego asystenta trenera Los Angeles Lakers Kurta Rambisa jako trenera. Pod wodzą Rambisa, Timberwolves wygrali tylko 15 meczów w sezonie 2009-2010. W przerwie pomiędzy rozgrywkami, Wolves pozyskali szereg nowych graczy, w tym m.in. Michaela Beasleya oraz pozbyli się takich graczy jak Al Jefferson czy Ramon Sessions.
Sezon 2010-2011 leśne wilki wygrały tylko 17 meczów notują najgorszy bilans w sezonie.Do nielicznych sukcesów Wolves należy pobicie rekordu w ilości double-double, zdobycie NBA Most Improved Player Award i uzyskanie double-double na poziomie 31-31 (31 punktów i 31 zbiórek)wszystko przez Kevin Love. W przerwie między sezonami Timberwolves pozyskali nowego trenera Rick Adelman, do zespołu dołączyli Derrick Williams nr 2 draftu i Ricard Rubio, który dołączył do drużyny po dwóch latach oczekiwań.
20 lutego 2015 roku do zespołu na zasadzie wymiany z Brooklyn Nets powrócił Kevin Garnett.

## Zawodnicy

### Kadra w sezonie 2023/24
Stan na 21 marca 2024 roku
| Nr | Poz. | Nar.              | Nazwisko i imię           | Data urodzenia | Wzrost | Masa ciała |
| -- | ---- | ----------------- | ------------------------- | -------------- | ------ | ---------- |
| 9  | G/F  | Kanada            | Alexander-Walker, Nickeil | 1998-09-02     | 196 cm | 93 kg      |
| 1  | F    | /                 | Anderson, Kyle            | 1993-09-20     | 206 cm | 104 kg     |
| 0  | G    | Stany Zjednoczone | Clark, Jaylen             | 2001-10-13     | 193 cm | 93 kg      |
| 10 | G    | Stany Zjednoczone | Conley, Mike              | 1987-10-11     | 183 cm | 79 kg      |
| 5  | G    | Stany Zjednoczone | Edwards, Anthony          | 2001-08-05     | 193 cm | 102 kg     |
| 55 | C/F  | /                 | Garza, Luka               | 1998-12-27     | 208 cm | 110 kg     |
| 27 | C    | Francja           | Gobert, Rudy              | 1992-06-26     | 216 cm | 117 kg     |
| 3  | F    | Stany Zjednoczone | McDaniels, Jaden          | 2000-09-29     | 206 cm | 84 kg      |
| 6  | G    | Stany Zjednoczone | McLaughlin, Jordan        | 1996-04-09     | 183 cm | 84 kg      |
| 33 | F    | Kanada            | Miller, Leonard           | 2003-11-26     | 208 cm | 95 kg      |
| 8  | F    | /                 | Minott, Josh              | 2002-11-25     | 203 cm | 93 kg      |
| 7  | G/F  | Stany Zjednoczone | Moore, Wendell            | 2001-09-18     | 196 cm | 98 kg      |
| 23 | G    | Stany Zjednoczone | Morris, Monté             | 1997-06-27     | 188 cm | 83 kg      |
| 12 | G    | Stany Zjednoczone | Nix, Daishen              | 2002-02-13     | 191 cm | 103 kg     |
| 11 | C/F  | Stany Zjednoczone | Reid, Naz                 | 1999-08-26     | 206 cm | 120 kg     |
| 32 | C/F  | /                 | Towns, Karl-Anthony       | 1995-11-15     | 213 cm | 112 kg     |
| 24 | F    | Stany Zjednoczone | Warren, T.J.              | 1993-09-05     | 203 cm | 100 kg     |

Trener:  Chris Finch
 Asystenci: Joe Boylan • Kevin Hanson • Micah Nori • Pablo Prigioni • Elston Turner • Corliss Williamson

### Międzynarodowe prawa
| PF  | Izrael     | Li’or Elijjahu  | 2006 NBA Draft | 44 numer |
| F/C | Holandia   | Henk Norel      | 2009 NBA Draft | 47 numer |
| C   | Brazylia   | Paulão Prestes  | 2010 NBA Draft | 45 numer |
| F/C | Czarnogóra | Bojan Dubljević | 2013 NBA Draft | 59 numer |

## Trenerzy
Stan na październik 2017
| Nr    | Trener         | Lata               | Z   | P    | Mecze | Play-off        |
| ----- | -------------- | ------------------ | --- | ---- | ----- | --------------- |
| 1     | Bill Musselman | 1989–1991          | 51  | 113  | 164   | –               |
| 2     | Jimmy Rodgers  | 1991–1993          | 21  | 90   | 111   | –               |
| 3     | Sidney Lowe    | 1993–1994          | 33  | 102  | 135   | –               |
| 4     | Bill Blair     | 1994–1995          | 27  | 75   | 102   | –               |
| 5     | Flip Saunders  | 1995–2005, od 2014 | 411 | 326  | 737   | 1997-2004       |
| 6     | Kevin McHale   | 2005, 2008-2009    | 39  | 55   | 94    | –               |
| 7     | Dwane Casey    | 2005–2007          | 53  | 65   | 118   | –               |
| 8     | Randy Wittman  | 2007–2008          | 38  | 105  | 143   | –               |
| 9     | Kurt Rambis    | 2009–2011          | 32  | 132  | 164   | –               |
| 10    | Rick Adelman   | 2011–2014          | 97  | 133  | 230   | –               |
| 11    | Sam Mitchell   | 2015–2016          | 29  | 53   | 82    | –               |
| 12    | Tom Thibodeau  | 2016–2019          | 97  | 107  | 205   | 2018 r.         |
| 13    | Ryan Saunders  | 2019–              | 0   | 0    | 0     |                 |
| Razem | Razem          | 1989–              | 928 | 1401 | 2162  | 1997-2004, 2018 |

## Zastrzeżone numery
| Minnesota Timberwolves zastrzeżone numery |                 |         |                      |                  |
| Nr                                        | Imię i nazwisko | Pozycja | Lata gry             | Data wycofania   |
| 2                                         | Malik Sealy     | SG/SF   | 1999–2000            | 4 listopada 2000 |
| FLIP                                      | Flip Saunders   | Trener  | 1995–2005, 2014-2015 | 15 lutego 2018   |

### Tymczasowo wyłączone numery
- 21 Kevin Garnett, F 1995-2007[a], 2015-2016

## Statystyczni liderzy NBA
Liderzy w zbiórkach
- Kevin Garnett – 2004–2007
- Kevin Love – 2011

Liderzy w skuteczności rzutów za 3 punkty
- Fred Hoiberg – 2005

## Nagrody i wyróżnienia

### Sezon
MVP
- Kevin Garnett – 2004

Debiutant roku
- Andrew Wiggins – 2015
- Karl-Anthony Towns – 2016

Obrońca roku
- Rudy Gobert – 2024

Największy postęp
- Kevin Love – 2011

Rezerwowy roku
- Naz Reid – 2024

J. Walter Kennedy Citizenship Award
- Kevin Garnett – 2006

I skład All-NBA
- Kevin Garnett – 2000, 2003, 2004

II skład All-NBA
- Kevin Garnett – 2001, 2002, 2007
- Sam Cassell – 2004
- Kevin Love – 2012, 2014

III skład All-NBA
- Kevin Garnett – 1999, 2006
- Jimmy Butler – 2018
- Karl-Anthony Towns – 2018

I skład defensywny NBA
- Kevin Garnett – 2000, 2001, 2002, 2003, 2004, 2005

II skład defensywny NBA
- Kevin Garnett – 2006, 2007
- Jimmy Butler – 2018

I skład debiutantów NBA
- Pooh Richardson – 1990
- Christian Laettner – 1993
- Isaiah Rider – 1994
- Stephon Marbury – 1997
- Wally Szczerbiak – 2000
- Randy Foye – 2007
- Ricky Rubio – 2012
- Andrew Wiggins – 2015
- Karl-Anthony Towns – 2016
- Anthony Edwards – 2021

II skład debiutantów NBA
- Felton Spencer – 1991
- Kevin Garnett – 1996
- Craig Smith – 2007
- Kevin Love – 2009
- Jonny Flynn – 2010
- Wesley Johnson – 2011
- Derrick Williams – 2012
- Gorgui Dieng – 2014
- Zach LaVine - 2015

### NBA All-Star Weekend
All-Star Game MVP
- Kevin Garnett – 2003

MVP Rookie Challenge
- Wally Szczerbiak – 2001

Zwycięzcy konkursu wsadów
- Zach LaVine – 2015-2016
- Isaiah Rider – 1994

Zwycięzcy konkursu rzutów za 3 punkty
- Kevin Love – 2012

Nominowani do meczu gwiazd
- Kevin Garnett – 1997, 1998, 2000–2007
- Tom Gugliotta – 1997
- Wally Szczerbiak – 2002
- Sam Cassell – 2004
- Kevin Love – 2011, 2012, 2014
- Jimmy Butler – 2018
- Karl-Anthony Towns – 2018, 2019, 2022, 2024
- Anthony Edwards – 2023, 2024

Uczestnicy Rookie Challenge
- Isaiah Rider – 1994
- Donyell Marshall – 1995
- Kevin Garnett – 1996
- Stephon Marbury – 1997
- Wally Szczerbiak – 2000, 2001
- Randy Foye – 2007
- Jonny Flynn – 2010
- Kevin Love – 2010
- Wesley Johnson – 2011
- Derrick Williams – 2012
- Ricky Rubio – 2012, 2013
- Aleksiej Szwed – 2013
- Shabazz Muhammad – 2015
- Zach LaVine – 2015, 2016
- Andrew Wiggins – 2015, 2016
- Gorgui Dieng – 2015
- Karl-Anthony Towns – 2016, 2017

## Statystyczni liderzy klubu
Pogrubienie – oznacza ciągle aktywnego zawodnika występującego w zespole
Kursywa – oznacza ciągle aktywnego zawodnika występującego w innym zespole
Punkty (sezon regularny – stan zakończenie rozgrywek 2016/17)
- 1. Kevin Garnett (19 201)
- 2. Sam Mitchell (7 161)
- 3. Kevin Love (6 989)
- 4. Wally Szczerbiak (6 777)
- 5. Doug West (6 216)
- 6. Andrew Wiggins (6 064)
- 7. Tony Campbell (4 888)
- 8. Karl-Anthony Towns (4 797)
- 9. Christian Laettner (4 759)
- 10. Isaiah Rider (4 315)
- 11. Tom Gugliotta (4 201)
- 12. Al Jefferson (4 183)
- 13. Pooh Richardson (3 689)
- 14. Ricky Rubio (3 653)
- 15. Anthony Peeler(3 622)
- 16. Nikola Peković (3 405)
- 17. Corey Brewer (3 350)
- 18. Terrell Brandon (3 157)
- 19. Gorgui Dieng (3 010)
- 20. Ryan Gomes (2 957)

| Minuty - 1. Kevin Garnett (36 189) - 2. Sam Mitchell (18 394) - 3. Doug West (15 603) - 4. Wally Szczerbiak (14 715) - 5. Kevin Love (11 933) - 6. Ricky Rubio (11 217) - 7. Andrew Wiggins (11 066) - 8. Anthony Peeler(10 305) - 9. Christian Laettner (9 539) - 10. Corey Brewer (9 243) | Zbiórki - 1. Kevin Garnett (10 718) - 2. Kevin Love (4 453) - 3. Sam Mitchell (3 030) - 4. Karl-Anthony Towns (2 607) - 5. Gorgui Dieng (2 404) - 6. Christian Laettner (2 225) - 7. Al Jefferson (2 162) - 8. Tom Gugliotta (1 970) - 9. Wally Szczerbiak (1 932) - 10. Nikola Peković (1 807) | Asysty - 1. Kevin Garnett (4 216) - 2. Ricky Rubio (2 991) - 3. Pooh Richardson (1 973) - 4. Terrell Brandon (1 681) - 5. Stephon Marbury (1 393) - 6. Micheal Williams (1 239) - 7. Doug West (1 216) - 8. Wally Szczerbiak (1 190) - 9. Terry Porter (1 018) - 10. Anthony Peeler (1 000) |

| Przechwyty - 1. Kevin Garnett (1 315) - 2. Ricky Rubio (747) - 3. Corey Brewer (502) - 4. Sam Mitchell (449) - 5. Doug West (428) - 6. Tom Gugliotta (391) - 7. Terrell Brandon (386) - 8. Pooh Richardson (383) - 9. Anthony Peeler (373) - 10. Tyrone Corbin (349) | Bloki - 1. Kevin Garnett (1 590) - 2. Gorgui Dieng (395) - 3. Rasho Nesterović (373) - 4. Karl-Anthony Towns (331) - 5. Al Jefferson (300) - 6. Christian Laettner (299) - 7. Eddie Griffin (273) - 8. Felton Spencer (266) - 9. Joe Smith (265) - 10. Sam Mitchell (262) |

## Sukcesy
| Tytuł              | Liczba | Rok                                                                          |
| ------------------ | ------ | ---------------------------------------------------------------------------- |
| Mistrz NBA         | 0      |                                                                              |
| Mistrz Konferencji | 0      |                                                                              |
| Mistrz dywizji     | 1      | 2004                                                                         |
| Występy w play-off | 13     | 1997, 1998, 1999, 2000, 2001, 2002, 2003, 2004, 2018, 2022, 2023, 2024, 2025 |
| Występy w play-in  | 2      | 2022, 2023                                                                   |

## Poszczególne sezony
Na podstawie:. Stan na koniec sezonu 2024/25
| Sezon                  | Liga | Konferencja | Poz. w konf. | Dywizja   | Poz. w dyw. | Sezon regularny | Sezon regularny | Playoffs |
| Sezon                  | Liga | Konferencja | Poz. w konf. | Dywizja   | Poz. w dyw. | Wyg.            | Por.            | Playoffs |
| ---------------------- | ---- | ----------- | ------------ | --------- | ----------- | --------------- | --------------- | --- |
| Minnesota Timberwolves |      |             |              |           |             |                 |                 | |
| 1989/90                | NBA  | Zachodnia   | 13           | Midwest   | 6           | 22              | 60              | |
| 1990/91                | NBA  | Zachodnia   | 11           | Midwest   | 5           | 29              | 53              | |
| 1991/92                | NBA  | Zachodnia   | 13           | Midwest   | 6           | 15              | 67              | |
| 1992/93                | NBA  | Zachodnia   | 12           | Midwest   | 5           | 19              | 63              | |
| 1993/94                | NBA  | Zachodnia   | 12           | Midwest   | 5           | 20              | 62              | |
| 1994/95                | NBA  | Zachodnia   | 12           | Midwest   | 6           | 21              | 61              | |
| 1995/96                | NBA  | Zachodnia   | 13           | Midwest   | 6           | 26              | 56              | |
| 1996/97                | NBA  | Zachodnia   | 6            | Midwest   | 3           | 40              | 42              | Porażka w 1. rundzie z Houston Rockets (0-3) |
| 1997/98                | NBA  | Zachodnia   | 7            | Midwest   | 3           | 45              | 37              | Porażka w 1. rundzie z Seattle SuperSonics (2-3) |
| 1998/99                | NBA  | Zachodnia   | 8            | Midwest   | 4           | 25              | 25              | Porażka w 1. rundzie z San Antonio Spurs (1-3) |
| 1999/00                | NBA  | Zachodnia   | 6            | Midwest   | 3           | 50              | 32              | Porażka w 1. rundzie z Portland Trail Blazers (1-3) |
| 2000/01                | NBA  | Zachodnia   | 8            | Midwest   | 4           | 47              | 35              | Porażka w 1. rundzie z San Antonio Spurs (1-3) |
| 2001/02                | NBA  | Zachodnia   | 5            | Midwest   | 3           | 50              | 32              | Porażka w 1. rundzie z Dallas Mavericks (0-3) |
| 2002/03                | NBA  | Zachodnia   | 4            | Midwest   | 3           | 51              | 31              | Porażka w 1. rundzie z Los Angeles Lakers (2-4) |
| 2003/04                | NBA  | Zachodnia   | 1            | Midwest   | 1           | 58              | 24              | Wygrana w 1. rundzie z Denver Nuggets (4-1) Wygrana w półfinale Konf. z Sacramento Kings (4-3) Porażka w finale Konf. z Los Angeles Lakers (2-4)                    |
| 2004/05                | NBA  | Zachodnia   | 9            | Northwest | 3           | 44              | 38              | |
| 2005/06                | NBA  | Zachodnia   | 14           | Northwest | 4           | 33              | 49              | |
| 2006/07                | NBA  | Zachodnia   | 13           | Northwest | 4           | 32              | 50              | |
| 2007/08                | NBA  | Zachodnia   | 13           | Northwest | 4           | 22              | 60              | |
| 2008/09                | NBA  | Zachodnia   | 12           | Northwest | 4           | 24              | 58              | |
| 2009/10                | NBA  | Zachodnia   | 15           | Northwest | 5           | 15              | 67              | |
| 2010/11                | NBA  | Zachodnia   | 15           | Northwest | 5           | 17              | 65              | |
| 2011/12                | NBA  | Zachodnia   | 12           | Northwest | 5           | 26              | 40              | |
| 2012/13                | NBA  | Zachodnia   | 12           | Northwest | 5           | 31              | 51              | |
| 2013/14                | NBA  | Zachodnia   | 10           | Northwest | 3           | 40              | 42              | |
| 2014/15                | NBA  | Zachodnia   | 15           | Northwest | 5           | 16              | 66              | |
| 2015/16                | NBA  | Zachodnia   | 13           | Northwest | 5           | 29              | 53              | |
| 2016/17                | NBA  | Zachodnia   | 13           | Northwest | 5           | 31              | 51              | |
| 2017/18                | NBA  | Zachodnia   | 8            | Northwest | 4           | 47              | 35              | Porażka w 1. rundzie z Houston Rockets (1-4) |
| 2018/19                | NBA  | Zachodnia   | 11           | Northwest | 5           | 36              | 46              | |
| 2019/20                | NBA  | Zachodnia   | 14           | Northwest | 5           | 19              | 45              | |
| 2020/21                | NBA  | Zachodnia   | 13           | Northwest | 4           | 23              | 49              | |
| 2021/22                | NBA  | Zachodnia   | 7 / 7        | Northwest | 3           | 46              | 36              | Play-in Wygrana w meczu 7-8 o 7 w playoff z Los Angeles Clippers Play-off Porażka w 1. rundzie z Memphis Grizzlies (2-4)                                            |
| 2022/23                | NBA  | Zachodnia   | 8 / 8        | Northwest | 2           | 42              | 40              | Play-in Przegrana w meczu 7-8 o 7 w playoff z Los Angeles Lakers Wygrana o 8 w playoff z Oklahoma City Thunder Play-off Porażka w 1. rundzie z Denver Nuggets (2-4) |
| 2023/24                | NBA  | Zachodnia   | 3            | Northwest | 3           | 56              | 26              | Wygrana w 1. rundzie z Phoenix Suns (4-0) Wygrana w półfinale konf. z Denver Nuggets (4-3) Porażka w finale Konf. z Dallas Mavericks (1-4)                          |
| 2024/26                | NBA  | Zachodnia   | 6            | Northwest | 3           | 46              | 36              | Wygrana w 1. rundzie z Los Angeles Lakers (4-1) Wygrana w półfinale konf. z Golden State Warriors (4-1) Porażka w finale Konf. z Oklahoma City Thunder (1-4)        |